# Bryllupsfotografen (film fra 1994)
 For alternative betydninger, se Bryllupsfotografen. (Se også artikler, som begynder med Bryllupsfotografen)
Bryllupsfotografen er en dansk film fra 1994 med manuskript af Dag Solstad og Johan Bergenstråhle efter en idé af Peter Nørgaard.